# Rügen

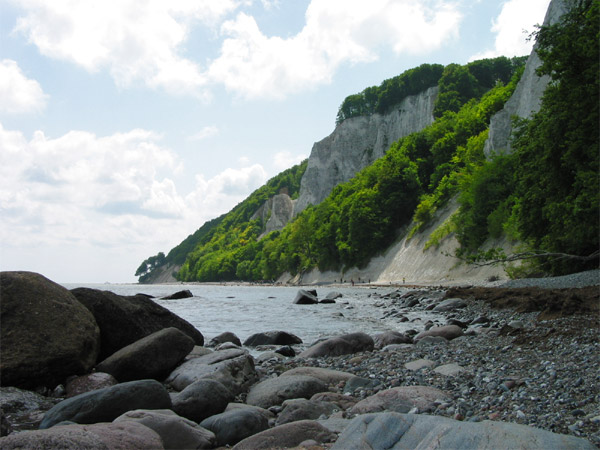
Roques cretàcies a l'illa de Rügen

Rügen (lat. Rugia) és l'illa més gran d'Alemanya a la mar Bàltica, i pertany a l'estat de Mecklemburg-Pomerània Occidental. Té una superfície de 926 km² i té prop de 76.000 habitants (2006). Les illes de Hiddensee i Ummanz hi són a prop, amb les quals conforma l'antic districte de Rügen que l'1 de gener de 2011 van fusionar amb el districte de Vorpommern i la ciutat sense districte de Stralsund per a formar el Vorpommern-Rügen.

## Geografia

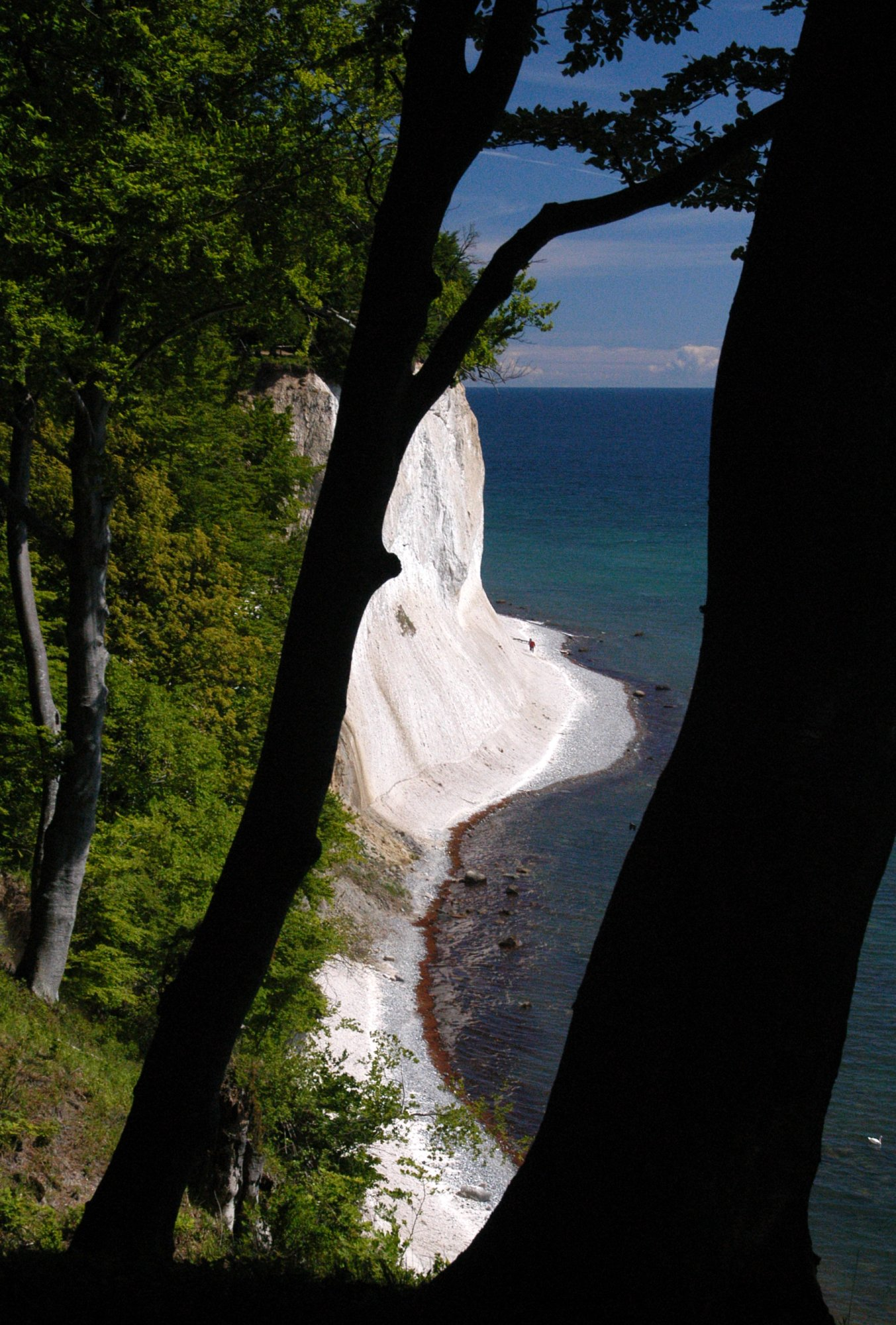
Els famosos Kreidefelsen

Rügen es troba al nord-est d'Alemanya, a la mar Bàltica, i la seva forma es distingeix per les seves petites penínsules. L'illa és accessible des del continent pel pont Rügen a la ruta Rügendamm, que connecta l'illa per carretera i tren amb la ciutat de Stralsund al continent, creuant sobre l'Strelasund. Hi ha també connexions amb ferri des de Stralsund, Greifswald i Wolgast.
El clima és temperat. Els hiverns no són especialment freds, amb temperatures mitjanes al gener i febrer de 0 °C i els estius són frescs, amb temperatures a l'agost de 16,3 °C. Té una pluviositat mitjana de 520-560 mm i aproximadament 1.800-1.870 hores de sol anuals.
Té 570 km de costa i és famosa per les seves roques cretàcies, la seva natura molt intacta, amb platges de sorra fina i el mar blau. Dos dels parcs nacionals d'Alemanya es troben a l'illa de Rügen: el parc nacional de l'àrea de la llacuna Vorpommern, a l'oest (que inclou també Hiddensee), i el parc nacional de Jasmund, un parc més petit que inclou els famosos penya-segats de roca cretàcica (Königsstuhl). També hi ha una reserva natural, la reserva de la biosfera de Rügen sud-est, que abasta les penínsules del sud-est.

### Municipis principals
- Altefähr
- Bergen
- Binz
- Putbus
- Sagard
- Samtens
- Sellin

## Història

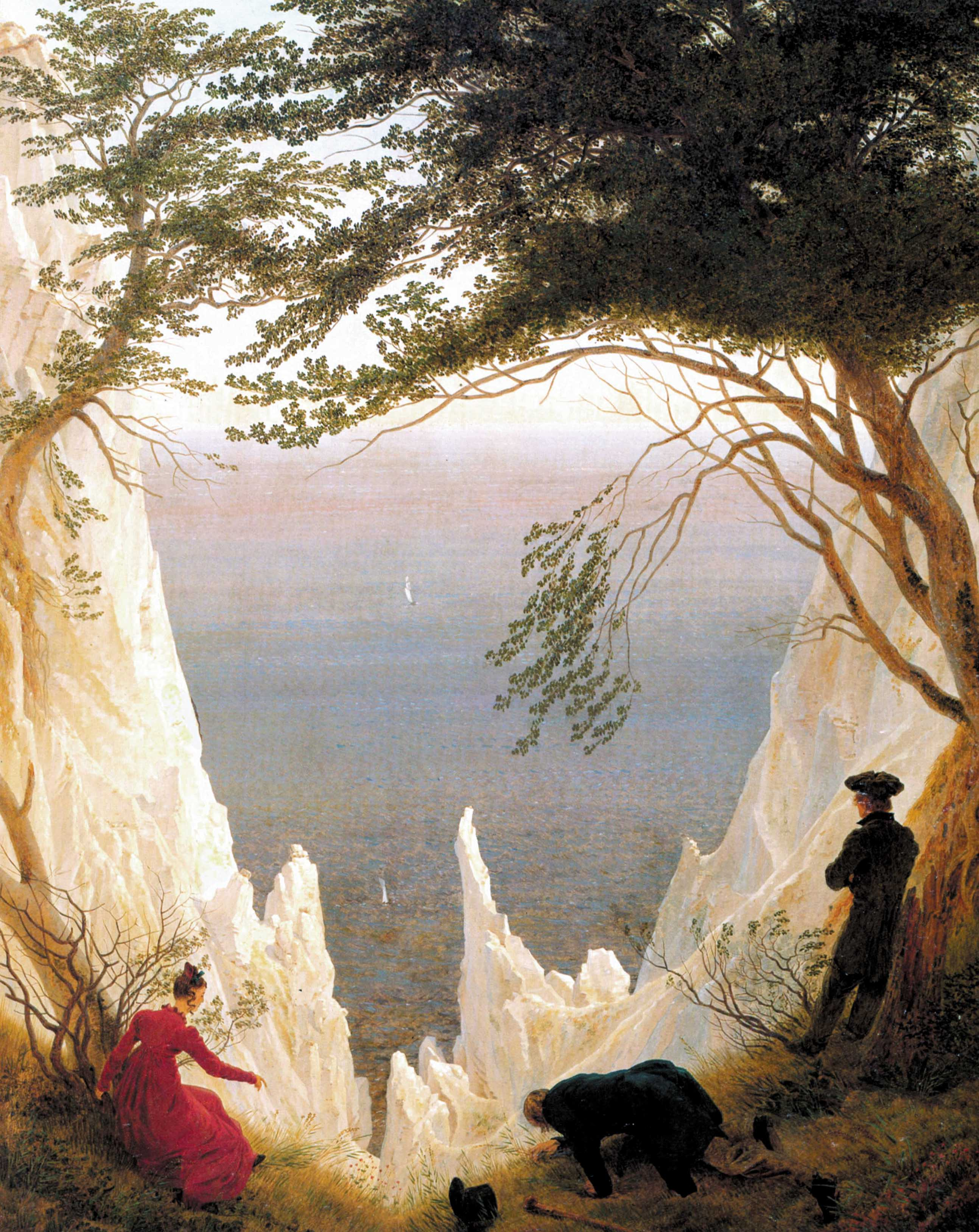
Vista de Rügen, de Caspar David Friedrich

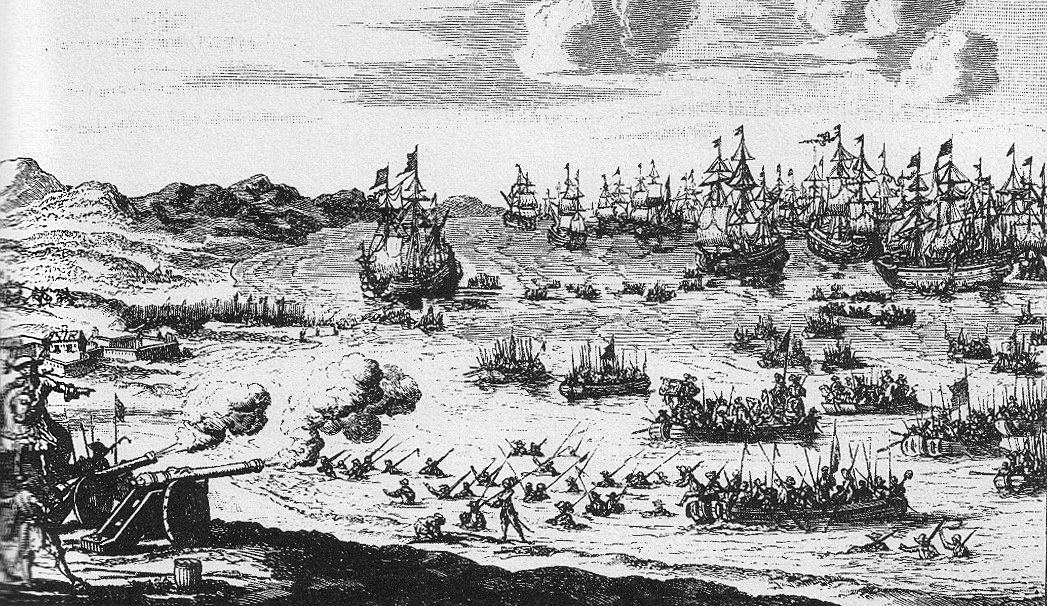
Setge de Rügen per l'exèrcit prussià (1715)

L'illa de Rügen és habitada des de fa 4.000 anys abans de la nostra era.
Els habitants originals de l'illa de Rügen i d'Hiddensee eren els germans, els rugis. Van abandonar les illes entre el segle ii i VI per instal·lar-se a l'actual nord d'Itàlia.
El segle vii, els pobles eslaus van instal·lar-s'hi. Es poden trobar diverses traces de llur vida actualment. Rügen esdevingué un principat eslau amb un centre polític i religiós amb el temple del Kap Arkona, l'indret més al nord de l'illa. El temple va ser dedicat al déu Svantovit. Els habitants parlaven llavors el rani, llengua eslava de la família polàbia.
El 1160, Valdemar I de Dinamarca, Enric el Lleó, duc de Saxònia, i els ducs Casimir I de Pomerània i Bogusław I de Pomerània, van concloure un pacte per combatre els ducs de Rügen. El 1168, el lloc fou destruït per l'exèrcit danès, comandat per Valdemar I i el bisbe de Roskilde Absalon, qui ocupà Rügen i Hiddensee.
Sota el regne de Jaromar I de Rügen el principat, afeblit, esdevingué vassall del regne de Dinamarca i receptiu a la cristianització. Diverses abadies de l'cisterianes hi foren construïdes, a Bergen (1193), Eldena (1199), Greifswald (1231) i Neuenkamp (1231). Durant el segle xiii, aquestes abadies enviaven els ciutadans alemanys de la Baixa Saxònia, de Westfàlia, d'Hamburg i de Saxònia-Anhalt perquè colonitzessin les illes de Rügen i Hiddensee.
El successor de Jaromar I, Wislaw I de Rügen, conquerí una part de la costa de Pomerània, fins a Ryckfluss, i hi fundà Stralsund el 1234. Sota el seu regne, s'hi van construir diverses esglésies.
Wislaw II de Rügen rep l'illa com a feu del rei alemany Rudolf el 1282. Onze anys més tard, la ciutat de Stralsund entra a la Lliga Hanseàtica. El 1296, Wislaw II ofereix l'illa d'Hiddensee a l'abadia cisteriana de Neuenkamp. Aquesta illa desapareix en part per culpa d'una tempesta, el 1304. Durant el curs del mateix any, Wislaw III de Rügen estableix com a única llengua oficial al ducat l'alemany.
Quan mor Wislaw III, el 1325, la línia dels ducs eslaus de Rügen s'esvaeix i el ducat és ofert als ducs de Pomerània-Wolgast pels reis de Dinamarca, mentre que les parròquies queden sota l'autoritat del bisbe de Roskilde durant dos segles. Un habitant de Stralsund, Gottfried von Wickede, funda el 1334 el monestir de Sant Jürgen, a Rambin.
El segle xiv, els alemanys esdevenen majoritaris a l'illa. Prop del 1400, àdhuc els habitants més conscients de llur origen eslau parlen l'alemany: l'última parlant del rani, una dona gran, mor a la regió de la península de Jasmund el 1404. El 1401, el pirata Klaus Störtebeker és arrestat i portat a Hamburg. Rügen forma part llavors de la Pomerània sueca del 1648 al 1815, i, més tard, de la província prussiana de Pomerània.
Putbus, el primer balneari de l'illa, va ser fundada el 1816. Més endavant, es van crear d'altres balnearis, i Rügen es converteix com la destinació de vacances més famosa d'Alemanya fins a la Segona Guerra Mundial. El 1936 es construeix el pont que uneix Rügen al continent.

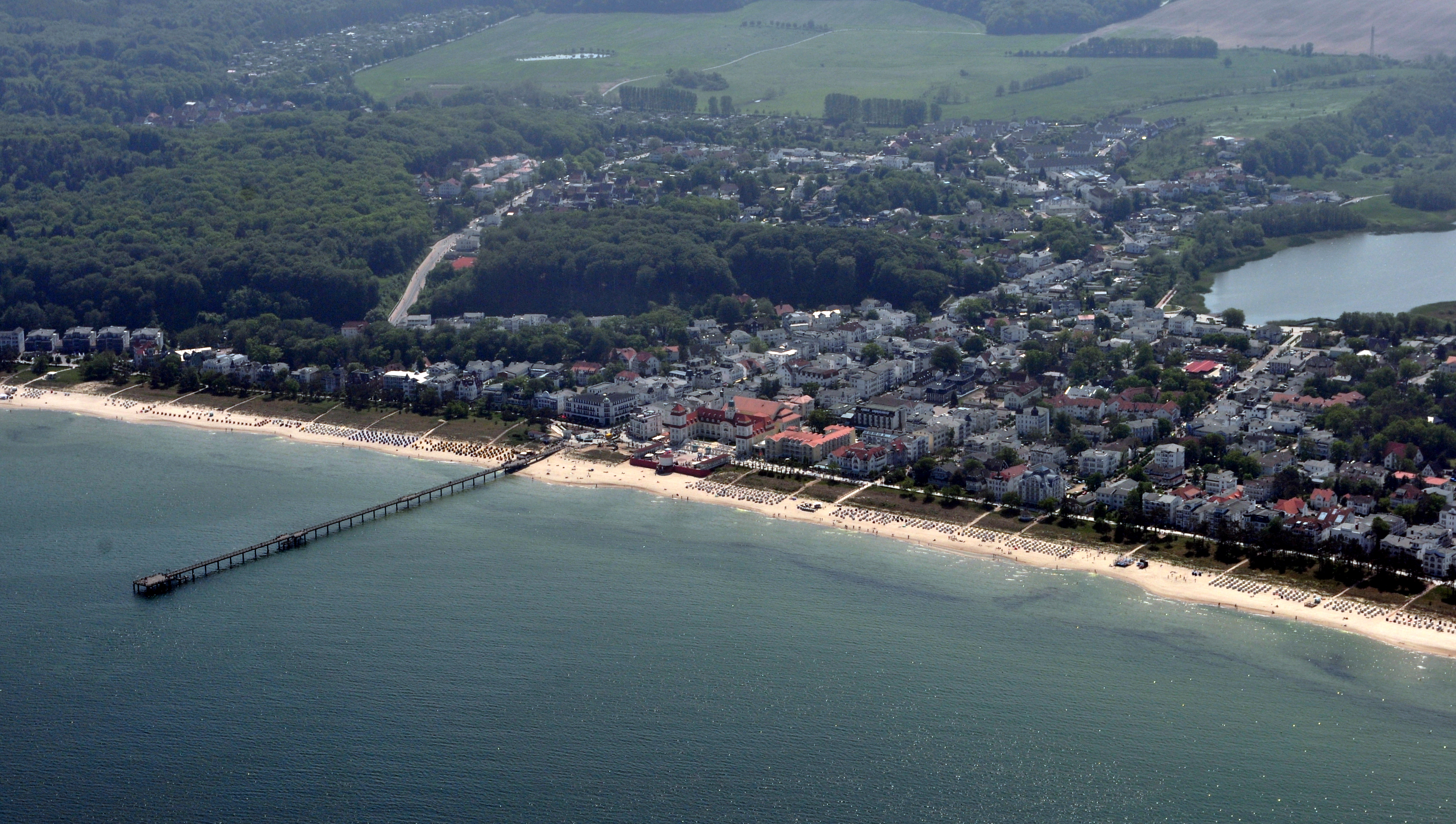
Binz
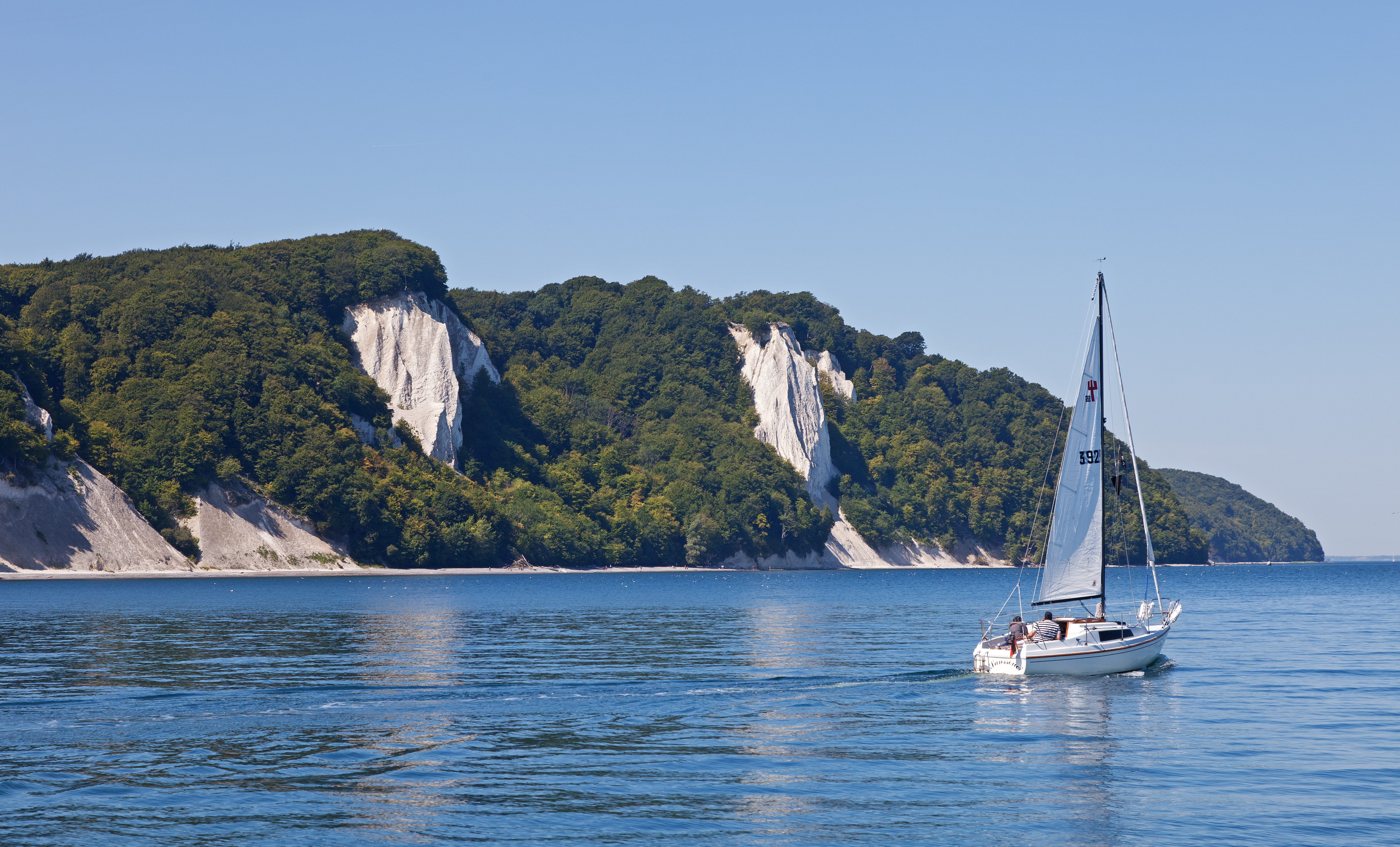
Jasmund National Park

## Hidrografia
- Ahlbek
- Baaber Bek
- Lanckener Bek
- Rügischer Bodden
- Jasmunder Bodden
- Kleiner Jasmunder Bodden
- Breeger Bodden
- Breetzer Bodden
- Kubitzer Bodden
- Lebbiner Bodden
- Greifswalder Bodden
- Wieker Bodden
- Neudenofrfer Wiek
- Scharitzer Wiek
- Prorer Wiek
- Tromper Wiek
- Udarser Wiek
- Koselower See
- Neuensiener See
- Selliner See